# 米哈伊尔·波克罗夫斯基
米哈伊尔·尼古拉耶维奇·波克罗夫斯基（俄语：Михаил Николаевич Покровский，1868年8月29日—1932年4月10日），蘇聯政治人物，蘇聯建國後的第一任莫斯科市长。俄罗斯马克思主义历史学家，在苏联20年代最具影响力。十月革命前近10年，波克罗夫斯基既不是布尔什维克也不是孟什维克，在欧洲等地流亡，与亚历山大·亚历山德罗维奇·波格丹诺夫交往密切。十月革命后，波克罗夫斯基重新加入布尔什维克，成为副教育人民委员，领导了苏联初期的教育，编辑了多本历史刊物，并作为红色教授学院院长指导和重组了苏联高等教育及其人员。1924年至1932年领导共产主义学院。他创作的俄国历史著作具有开创性作用影响很大，他通过阶级斗争和历史唯物主义重新阐释了俄国历史，成为了准官方的角度。波克罗夫斯基严厉批判了多民族的沙皇俄国，减少了诸如彼得大帝等个人对历史的影响，他还主张大城市資源集中化。1932年波克罗夫斯基死后，他的观点遭到了批判。